# Cát Tiến
Cát Tiến là một xã ven biển thuộc tỉnh Gia Lai, Việt Nam.
Với nhiều thắng cảnh và danh lam vô cùng đẹp mắt. nằm cạnh bên dòng sông Kôn huyền thoại với thế mạnh là du lịch biển và núi, chùa Linh Phong tự cũng như Eo biển Kyco, Eo gió, Liên hợp các khu nghĩ dưỡng sang trọng Cát Tiến là điểm đến hấp dẫn cho các chuyến du lịch dài ngày.

## Địa lý
Thị trấn Cát Tiến nằm ở phía đông huyện Phù Cát, có vị trí địa lý:
- Phía đông giáp Biển Đông
- Phía tây giáp xã Cát Thắng
- Phía nam giáp xã Cát Chánh
- Phía bắc giáp các xã Cát Hải và Cát Hưng.

Thị trấn có diện tích 17,64 km², dân số năm 2020 là 11.597 người, mật độ dân số đạt 657 người/km².

## Hành chính
Thị trấn Cát Tiến được chia thành 7 khu phố: Chánh Đạt, Phú Hậu, Phương Phi, Phương Thái, Tân Tiến, Trung Lương, Trường Thạnh.

## Lịch sử
Trước đây, Cát Tiến là một xã thuộc huyện Phù Cát, được thành lập vào ngày 29 tháng 10 năm 1983 trên cơ sở tách một phần diện tích và dân số của xã Cát Chánh.
Ngày 12 tháng 1 năm 2020, Ủy ban Thường vụ Quốc hội ban hành Nghị quyết 1188/NQ-UBTVQH14 (nghị quyết có hiệu lực từ ngày 1 tháng 2 năm 2021). Theo đó, thành lập thị trấn Cát Tiến trên cơ sở toàn bộ 17,64 km² diện tích tự nhiên và 11.597 người của xã Cát Tiến.